# سلطان‌آباد (زنجان)
سلطان‌آباد (قولی قصه) ، روستایی از توابع بخش زنجانرود شهرستان زنجان در استان زنجان ایران است. این روستا در فاصله 75 کیلومتری شهر زنجان قرار دارد و بدلیل موقعیت بسیار مناسب(دسترسی آسان به آزادراه زنجان-تبریز و جاده قدیم زنجان میانه وهمچنین جاده معروف ابریشم)یکی از روستاهای مهم و پر جمعیت توابع زنجانرود بشمار میرود.

## جمعیت
این روستا در دهستان زنجان‌رود پایین قرار دارد و براساس سرشماری مرکز آمار ایران در سال 1400، جمعیت آن 2000 نفر (۴۸۰خانوار) بوده‌است.
شغل بیشتر مردم این روستا کشاورزی و از مهمترین محصولات کشاورزی میتوان به خربزه هندوانه و پیاز میباشد.